# Inka-Colla-Krieg

Das Colla-Reich um 1450

Der Inka-Colla-Krieg war ein Konflikt zwischen den Inka und den Colla. Er fand um 1445 bis 1450 statt. Durch den Krieg konnte das Inka-Reich Dominanz im andischen Altiplano ausüben, und weitere Eroberungen im Norden durchführen, ohne einen Angriff aus dem Süden befürchten zu müssen. Er war einer der ersten Angriffskriege von Pachacútec.

## Hintergrund
Die genauen Gründe für den Krieg sind nicht bekannt. Manche Historiker denken, dass die Inka-Armeen das Colla-Territorium betreten haben, und dass dies den Krieg ausgelöst hat. Andere meinen hingegen, das Umgekehrte sei der Fall gewesen.
Die Inka, nach ihrem Sieg über die mächtigen Chanka, konnten keine nördlichen Eroberungen machen, ohne zuvor die Colla im Süden zu beseitigen.

## Kriegsverlauf
Um 1445 betraten die Inkaarmeen das Collaterritorium. Der Collaherrscher erwartete die Inka in der Stadt von Ayaviri. Eine für die Inka siegreiche Schlacht fand statt. Der Colla-Herrscher, Chuchic Cápac, wurde gefangen genommen, und sein Reich wurde annektiert.
Nach der Schlacht blieb Pachacútec in der Hauptstadt, Hatun Colla, um die Verwaltung seiner neuen Territorien zu übersehen. Nach der Niederlage der Colla unterwarfen sich die benachbarten Lupaca freiwillig.

## Konsequenzen
Der Krieg etablierte die Inka-Dominanz im Altiplano und ebnete den Weg für weitere Eroberung im Süden Cuscos.